# Aluminium Kasachstan
Aluminium Kasachstan (kasachisch Қазақстан алюминийі; russisch Алюминий Казахстана; englisch Aluminium of Kazakhstan) ist ein kasachisches Bergbau- und Metallurgieunternehmen mit Sitz in Pawlodar, das zum international tätigen Konzern Eurasian Natural Resources gehört. Es ist vor allem in der Förderung von Bauxit und dessen Weiterverarbeitung zu Aluminiumoxid tätig.

## Geschichte
Im September 1955 beschloss der Ministerrat der UdSSR die Gründung einer Anlage zur Herstellung von Aluminiumoxid auf dem Gebiet der Kasachischen SSR. Sie sollte eine Jahreskapazität von 600.000 Tonnen besitzen. Die erste Stufe der Anlage wurde 1964 in Betrieb genommen, in den folgenden fünf Jahren wurden die zweite und dritte Ausbaustufe realisiert und so die Kapazität auf eine Million Tonnen Aluminiumoxid pro Jahr erweitert. Im Oktober 1987 wurde das Werk in den neu gegründeten Produktionsverband Kasglinosjom (Казглинозём) integriert, der außerdem noch die Tagebaue Krasnooktjabrskoje und Turgaiskoje umfasste.
Nach dem Zusammenbruch der Sowjetunion wurde der Produktionsverband in eine Aktiengesellschaft umgewandelt und als solche am 5. Januar 1994 registriert. Seit 1996 trägt das Unternehmen den Namen Aluminium Kasachstan und ist Teil von Eurasian Natural Resources.

## Unternehmensstruktur
Aluminium Kasachstan beschäftigt rund 10.000 Mitarbeiter. Die Tätigkeitsbereiche umfassen den Abbau und Verarbeitung von Bauxit und Kalkstein sowie die Herstellung von Aluminiumoxid. Die Standorte des Unternehmens befinden sich in den Gebieten Pawlodar (Herstellung von Aluminiumoxid) und Qostanai (Abbau von Bauxit). Aluminium Kasachstan verfügt über folgende Standorte:
- Das Aluminiumwerk Pawlodar (⊙) in Pawlodar besteht seit 1964 und produziert Aluminiumoxid. Mit einer Kapazität von rund 1,4 Millionen Tonnen Aluminiumoxid pro Jahr gehört das Werk zu den größten Aluminiumoxid-Fabriken der Welt. Der Großteil wird an Rusal verkauft, etwa ein Drittel wird in einer nahe gelegenen Fabrik zu Aluminium weiterverarbeitet.
- Das Kraftwerk Pawlodar TEZ-1 (⊙) befindet sich in unmittelbarer Nähe zum Aluminiumwerk in Pawlodar und stellt dessen Energieversorgung sicher. Zudem versorgt das Wärmekraftwerk auch etwa 40 Prozent der Einwohner von Pawlodar mit Wärme.[2]
- Der Tagebau Keregetas (⊙) befindet sich in der Nähe des Dorfes Üschqulyn im Gebiet Pawlodar und wurde 1966 in Betrieb genommen. Er dient der Förderung von Kalkstein und hat eine jährliche Kapazität von über zwei Millionen Tonnen.[2]
- Der Tagebau Krasnooktjabrskoje (⊙) befindet sich südlich der Stadt Lissakowsk im Gebiet Qostanai. Die Förderung von Bauxit wurde hier 1950 aufgenommen.
- Der Tagebau Turgaiskoje (⊙) befindet sich um die Stadt Arqalyq im Gebiet Qostanai herum. Der Abbau von Bauxit wurde hier 1961 begonnen. Da der Tagebau nur noch einen Bruchteil zur Bauxitversorgung des Werks in Pawlodar beiträgt und sich die Reserven dem Ende zuneigen, soll die Förderung 2023 eingestellt werden.[3]